# Pedro IV av Kongo
Pedro IV av Kongo, död 1718, var kung av Kongo mellan 1665 och 1709. Kongolesiska inbördeskriget ägde rum under hans tid vid makten och han vann inte kontroll över riket i praktiken förrän 1709.